# Telipna consanguinea
Telipna consanguinea är en fjärilsart som beskrevs av Hans Rebel 1919. Telipna consanguinea ingår i släktet Telipna och familjen juvelvingar. Inga underarter finns listade i Catalogue of Life.